# 汉斯·胡贝尔 (作曲家)
汉斯·胡贝尔（德語：Hans Huber；1852年6月28日—1921年12月25日），瑞士作曲家。早年在莱比锡音乐学院师从赖内克，1877年回国，后在巴塞尔任教。其作品受德奥风格影响明显，学院派气息浓重，但同时亦能注意采用瑞士民间音乐和传统题材（如第一交响曲“威廉·退尔”）。

## 外部連結
- 汉斯·胡贝尔 (作曲家)的免费乐谱，由国际乐谱典藏计划提供